# 프레데릭스베르시

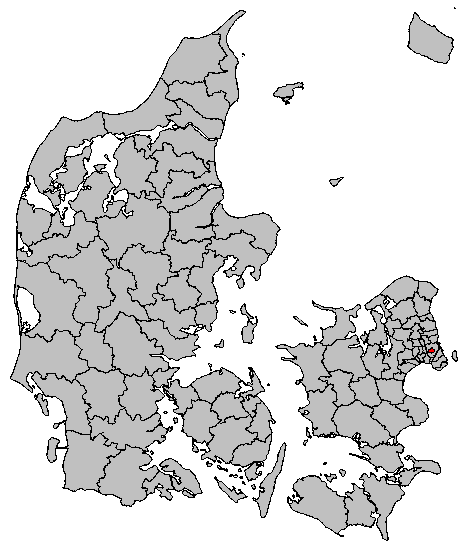
프레데릭스베르시의 위치

프레데릭스베르시(덴마크어: Frederiksberg Kommune)는 덴마크 수도 지역에 위치한 지방 자치체로 행정 중심지는 프레데릭스베르이며 면적은 8.7km2, 인구는 105,037명(2017년 1월 1일 기준), 인구 밀도는 12,073명/km2이다. 셸란섬에 위치하며 지방 자치체 전체가 코펜하겐시에 둘러싸여 있다.